# 迪隆·彼得斯
迪隆·詹姆斯·彼得斯（英語：Dillon James Peters，1992年8月31日—）是一名美國職業棒球投手，現效力於日本職棒東京養樂多燕子隊。彼得斯在2014年的美國職棒大聯盟選秀中被邁阿密馬林魚隊在第十輪選中，並在2017年首次代表該隊出場。他也曾效力於洛杉磯天使隊和匹茲堡海盜隊。

## 职业

### 高中和大学
彼得斯曾就讀於印第安納州印第安納波利斯的大教堂高中 ，於2011年被克里夫蘭印地安人隊在大聯盟選秀中第20輪選中，但他沒有簽約，轉而進入德克薩斯大學奧斯汀分校就讀並參加大學棒球比賽。 2013年，他在Cape Cod棒球聯盟的Harwich Mariners隊打夏季大學聯賽。他的大三球季由於肘部受傷而提前結束，需要進行TJ手術。儘管受傷，他還是在2014年的MLB選秀中被邁阿密馬林魚隊在第10輪選中。

### 迈阿密马林鱼
彼得斯於2015年以GCL Marlins隊員身分開啟職業生涯，後晉升至Batavia Muckdogs隊；在兩支球隊總共的11次先發中，他拿下1勝4敗，防禦率為3.60。2016年，他效力於Jupiter Hammerheads隊和Jacksonville Suns隊 ，總共24次先發中取得14勝6敗，防禦率為2.38。他在2017年效力於Jupiter Hammerheads、Jacksonville Suns以及GCL Marlins隊，共13次先發中取得7勝3敗，防禦率為1.57。
邁阿密馬林魚隊把彼得斯提拔至大聯盟，他在2017年9月1日首次登場。他為邁阿密馬林魚隊出賽6場比賽，取得1勝2敗，防禦率為5.17，在31.1局中奪得27次三振。 
2018年，彼得斯再次代表邁阿密馬林魚隊上場比賽，他在27.2局中取得2勝2敗，防禦率為7.16，並奪下17次三振。

### 洛杉矶天使
2018年11月21日，彼得斯被交易至洛杉磯天使隊，換來右投手泰勒·史蒂文斯。他在2019年為洛杉磯天使隊出場17次，取得4勝4敗，防禦率為5.38，在72.0局中奪下55次三振。
在2020年為洛杉磯天使隊效力期間，彼得斯只投了1.2局比賽，失去3分自責分，並奪下2次三振，防禦率高達16.20。2021年2月8日，隨著阿隆·斯萊格斯的加入，彼得斯被指定為讓渡球員。他於2月13日被清除出40人名單，以非40人名單受邀球員身分參加春訓。
2021年5月19日，彼得斯被選入洛杉磯天使隊的正式名單。然而，他在整個40人名單期間都待在鹽湖城，並在7月14日被指定為讓渡球員，並未在洛杉磯天使隊中出場比賽。

### 匹兹堡海盗
2021年7月19日，彼得斯被以現金作為交易考量被交易至匹茲堡海盜隊，並被分配至3A印第安納波利斯印第安人隊。2022年9月15日，彼得斯被指定為讓渡球員。

### 东京养乐多燕子
2022年12月20日，彼得斯與日本職棒東京燕子隊簽約。